# Cyperus articulatus
Souchet articulé
Espèce
Cyperus articulatus, le Souchet articulé, est une espèce de plantes à fleurs de la famille des Cyperaceae. C'est une espèce aromatique herbacée pérenne,. Elle pousse dans l'eau, ou à proximité dans les rivières, ruisseaux, lacs et marais, avec un modèle de croissance aquatique quand elle est jeune puis terrestre submergée quand elle est adulte. L'espèce  est répandue dans les régions tropicales et subtropicales en Afrique, dans le sud de l'Asie, dans le nord de l'Australie, dans le sud-est des États-Unis, dans les Antilles et en Amérique latine,. Bien qu'elle soit étroitement apparentée à des carex très invasives tels que le sédum à noix pourpre (Cyperus rotundus), Cyperus articulatus est moins prolifique et moins compétitif que sa parente. Cette plante peut être utilisée comme poison, comme médicament et comme aliment.

## Description
Cyperus articulatus est une sorte de carex qui ressemble à Cyperus corymbosus mais avec des cloisons transversales de 5-2 mm. Ses feuilles sont complètement absentes et ses bractées sont en forme d'écailles mesurant moins de 15 mm de long. Les anthères mesurent 1,0-1,5 mm de long et les glumes  mesurent 2,25 à 3,5 mm de long.

## Utilisations
Cyperus articulatus est apparenté à d'autres sédums à noix (tels que Cyperus esculentus, le suchet comestible). Ses racines dégagent un parfum léger, boisé et épicé avec des notes florales. C'est l'une des épices traditionnelles de la région du bassin amazonien, utilisée en médecine traditionnelle locale, et son huile essentielle rougeâtre est utilisée commercialement à la fois par l'industrie cosmétique, et de plus en plus comme arôme pour l'alimentation,.
Comme les papyrus, les fibres et rhizomes de Cyperus articulatus sont également utilisés dans l'artisanat, car en plus de son fort parfum, les produits sont résistants aux moisissures, ce qui fait que l'huile essentielle pourrait avoir des propriétés antifongiques. Parmi ses principaux composants, on trouve la mustakone, l'α-pinène, le β-pinène, l'oxyde de caryophyllène, le trans-pinocarveol, myrténal, myrténol, ledol, cyperotundone et α-cyperone] bien qu'aucun élément ne domine. Selon la tradition médicale amazonienne locale, Cyperus articulatus peut être nocif pour les femmes enceintes, les effets indésirables pouvant aller jusqu'aux fausses couches.

## Dénominations
Ce taxon porte en français le nom vernaculaire ou normalisé suivant : Souchet articulé,,. Cette plante est parfois appelée Priprioca.
En anglais, elle est communément appelée Guinea rush ou Adrue.

## Dans le folklore
Selon le folklore brésilien, le nom priprioca vient de Piri-Piri, un guerrier qui vivait dans un village au cœur de la forêt amazonienne. On raconte qu'il dégageait une odeur merveilleuse, capable d'attirer n'importe quelle tribu indigènes. Il avait également le pouvoir de disparaître en cas de danger, ou d'échapper aux hordes de filles à ses pieds. Un jour, la fille d'un shaman nommé Supi était amoureuse de Piri-Piri. Elle demanda à son père de lui enseigner un sortilège pour capturer Piri-Piri. Le chaman lui dit alors d'attacher les pieds de Piri-Piri avec ses cheveux par une nuit de pleine lune. Sentant le danger, Piri-Piri disparut dans un nuage pour ne plus jamais revenir. À l'endroit où le guerrier a été vu pour la dernière fois, une plante a poussé qui dégageait également son magnifique arôme ; en son honneur, cette plante a été nommée piripirioca, plus tard abrégée en priprioca.

## Systématique
Le nom correct complet (avec auteur) de ce taxon est Cyperus articulatus L..
Cyperus articulatus a pour synonymes :
- Chlorocyperus articulatus (L.) Rikli
- Chlorocyperus cordobensis Palla
- Cyperus articulatus f. longispiculosus Kük.
- Cyperus articulatus var. articulatus
- Cyperus articulatus var. conglomeratus Britton
- Cyperus articulatus var. erythrostachys Graebn.
- Cyperus articulatus var. fistulosus Kük.
- Cyperus articulatus var. multiflorus Kük.
- Cyperus articulatus var. nodosus (Humb. & Bonpl. ex Willd.) Kük.
- Cyperus articulatus Benth.
- Cyperus autumnalis Pursh
- Cyperus borbonicus Steud.
- Cyperus cordobensis (Palla) Hicken
- Cyperus corymbosus var. pangorei Rottb.
- Cyperus corymbosus var. subnodosus (Nees & Meyen) Kük.
- Cyperus corymbosus var. subnodosus (Nees & Meyen) Kük. ex Osten
- Cyperus fistulosus Ehrenb.
- Cyperus fistulosus Ehrenb. ex Boeckeler
- Cyperus gymnos Schult.
- Cyperus interceptus Steud.
- Cyperus niloticus Forssk.
- Cyperus nodosus var. aphyllus Boeckeler
- Cyperus nodosus var. subnodosus (Nees & Meyen) Boeckeler
- Cyperus nodosus Humb. & Bonpl.
- Cyperus nodosus Humb. & Bonpl. ex Willd.
- Cyperus subarticulatus Nees & Meyen
- Cyperus subnodosus Nees & Meyen
- Papyrus pangorei Nees

### Étymologie
Le nom de genre Cyperus vient du latin cyperos et du grec kuperos « nom emprunté ». L'adjectif articulatus vient du latin articulo signifiant « séparer, partager »